# Karl Ristikivi
Karl Ristikivi (* 3. Oktoberjul. / 16. Oktober 1912greg. in Uue-Varbla, damals Gemeinde Saulepi, Kirchspiel Varbla, Livland, heute Landgemeinde Varbla, Kreis Pärnu, Estland; † 19. Juli 1977 in Stockholm, Schweden) war ein estnischer Schriftsteller.

## Leben
Karl Ristikivi wurde im kleinen Ort Uue-Varbla (deutsch Neu-Werpel) in Westestland als uneheliches Kind einer Dienstmagd in ärmliche Verhältnisse geboren. Er schloss die sechsstufige Grundschule in Varbla (Werpel) ab, bevor er bis 1930 die Handelsschule in der estnischen Hauptstadt Tallinn (Reval) besuchte. 1931/32 absolvierte er das Abendgymnasium in Tallinn. Von 1936 bis 1942 studierte Ristikivi an der Universität in Tartu (Dorpat) Geographie. Er schloss sein Studium cum laude ab.
Während der deutschen Besetzung Estlands trat Ristikivi 1943 freiwillig als Übersetzer in die Wehrmacht ein, floh aber im selben Jahr nach Finnland und von dort 1944 nach Schweden. In Schweden lebte er als Exilschriftsteller bis zu seinem Tod 1977. Ristikivi war russisch-orthodox und wurde auf einem Friedhof der orthodoxen Kirche beerdigt.
Heute erinnert ein 1987 errichtet Denkmal in Varbla an Karl Ristikivi. Seinem Leben und Werk ist ein kleines Museum in Tartu gewidmet.

## Literarisches Werk
Karl Ristikivi debütierte als Schriftsteller in den 1930er Jahren mit Geschichten und Erzählungen in estnischen Zeitungen. Bekannt wurden in dieser Zeit seine Kinderbücher Lendav maailm (1935), Semud (1936), Sinine liblikas (1936), Sellid (1938). Einem größeren Publikum wurde Ristikivi durch die Familienromane Tuli ja raud (1938, erster Preis beim Loodus-Literaturwettbewerb), Õige mehe koda (1940, anfangs unter dem Titel Võõras majas erschienen) und Rohtaed (1942) bekannt, die als „Tallinner Trilogie“ zusammengefasst wurden.
Nach seinem Gang in die Emigration folgten die Romane Kõik mis kunagi oli (1946) und Ei juhtunud midagi (1947), die das Leben in Estland am Vorabend des Zweiten Weltkriegs beschreiben. 1953 erschien Hingede öö im Stil des Modernismus. Das Buch gilt als erster surrealistischer Roman der estnischen Literatur. Ristikivi beschrieb das Werk selbst als „realistisches Märchen“. 2019 erschien es erstmals in deutscher Sprache im Guggolz Verlag.
In den 1960er und 1970er Jahren folgte geschichtsphilosophische geprägte Prosa. Sein erster historischer Roman war Põlev lipp (1961), in dem er das Scheitern und Sterben des jugendlichen Stauferkönigs Konradin thematisierte. Anschließend folgten die Romane Viimne linn (1962), Surma ratsanikud (1963), Mõrsjalinik (1965), Rõõmulaul (1966), Nõiduse õpilane (1967), Õilsad südamed ehk Kaks sõpra Firenzes (1970), Lohe hambad (1970) und Kahekordne mäng (1972).
Mit Imede saar (1964) und der Novellensammlung Sigtuna väravad (1968) legte Ristikivi auch zwei Antiutopien vor. Sein letzter Roman, Rooma päevik, erschien 1976. 1980 wurde mit Klaassilmadega Kristus posthum eine Sammlung seiner Kurzprosa veröffentlicht.
Neben seiner schriftstellerischen Tätigkeit war Ristikivi als produktiver Literaturkritiker und -wissenschaftler engagiert. 1954 wurde seine Geschichte der estnischen Literatur, Eesti kirjanduse lugu, veröffentlicht, 1967 seine Monographie über den exilestnischen Schriftsteller und Lyriker Bernard Kangro (1910–1994). Einen eigenen Lyrikband veröffentlichte Ristikivi 1972 unter dem Titel Inimese teekond.

## Deutsche Übersetzungen
- Die Nacht der Seelen, aus dem Estnischen von Maximilian Murmann. Berlin: Guggolz Verlag 2019. 373 S., ISBN 978-3-945370-20-9
- Land und Volk (Gedichtzyklus), in: Das Leben ist noch neu. Zehn estnische Autoren. Eine Anthologie. Übertragen von Gisbert Jänicke. Karlsruhe: INFO Verlagsgesellschaft 1992, S. 9–16.[2]